# کوه وروساوا
کوه وروساوا (به لاتین: Mount Warusawa) یک کوه در ژاپن است که در آئویی-کو، شیزوئوکا واقع شده‌است. کوه وروساوا ۳٬۱۴۱ متر بالاتر از سطح دریا واقع شده‌است.